# Klaus Hüfner
Klaus Hüfner (* 22. Januar 1939 in Berlin) ist ein deutscher Erziehungs- und Wirtschaftswissenschaftler sowie ehemaliger Professor für Volkswirtschaftslehre an der Freien Universität Berlin; er ist bekannt für seine Forschung zu den Vereinten Nationen.

## Leben
Hüfner legte 1958 in Berlin-Tegel an der Humboldtschule sein Abitur ab und studierte dann Volkswirtschaftslehre, Soziologie und Politikwissenschaft der Freien Universität Berlin, an der London School of Economics and Political Science (1960/61), am Graduate Institute for International Studies in Genf (1962), an der Princeton University (1964/65) sowie an der Technischen Hochschule Darmstadt (1966/67). Er schloss das Studium 1964 als Diplom-Volkswirt ab.
Von 1964 bis 1974 war er Wissenschaftlicher Mitarbeiter am Max-Planck-Institut für Bildungsforschung, unterbrochen 1970/71 von der Tätigkeit als Principal Administrator am Centre for Educational Research and Innovation (CERI/OECD) in Paris. Von 1964 bis 1995 gehörte er dem Bundesvorstand der Deutschen Gesellschaft für die Vereinten Nationen (DGVN) an, in deren Präsidium er bis heute Mitglied ist. 1969 wurde er promoviert. Parallel dazu hatte er Lehraufträge an der Freien Universität (1966 und 1975–77), der Technischen Universität (1969/70 und 1972/73), der Pädagogischen Hochschule Berlin (1969/70), der Universität Bielefeld (1972/73), später auch an der Brandenburgischen Technischen Universität Cottbus (2003/2004) und der Technischen Universität Dresden (2009 und 2013). Er ist seit 1971 Mitglied der Deutschen UNESCO-Kommission (DUK). In dieser Zeit war er von 1982 bis 2010 Mitglied des Vorstands, 1989 bis 1998 Vize-Präsident sowie von 1998 bis 2002 Präsident der DUK.
Von 1974 bis 1980 war er ordentlicher Professor für Bildungsökonomie und -planung an der Pädagogischen Hochschule Berlin. Von 1980 bis 2002 war er Professor für Volkswirtschaftslehre am Fachbereich Wirtschaftswissenschaft an der FU Berlin. Danach trat er in den Ruhestand.
Von 1975 bis 1987 war er Mitglied im Exekutivausschuss des Weltverbands der Gesellschaften für die Vereinten Nationen (World Federation of United Nations Associations, WFUNA), von 1981 bis 1983 als Stellvertretender Vorsitzender und von 1983 bis 1987 als Vorsitzender. Von 1981 bis 2012 war Hüfner Mitglied des Präsidiums des Landesverbandes Berlin-Brandenburg der (DGVN). 1989 erhielt er das Verdienstkreuz am Bande des Verdienstordens der Bundesrepublik Deutschland. Von 1989 bis 1993 war er Vizepräsident der WFUNA und seit 1993 ist er dort Ehrenpräsident.
1998 wurde ihm die Dag-Hammarskjöld-Ehrenmedaille der Deutschen Gesellschaft für die Vereinten Nationen (Bonn) verliehen. Im September 2002 wurde ihm die Ehrendoktorwürde durch die Babes-Bolyai-Universität, Cluj-Nagoea (Klausenburg) verliehen.
Seit 2003 ist er Mitglied des Präsidiums der DGVN, seit 2004 Ehrenmitglied des UNESCO-Welterbestätten Deutschland e.V. (Quedlinburg), seit 2006 Senior Research Fellow des Global Policy Forum (New York), seit 2007 Ehrenvorsitzender des Berliner Komitees für UNESCO-Arbeit e.V. und seit 2010 Ehrenmitglied der Deutschen UNESCO-Kommission e.V.
2011 wurde ihm das Große Verdienstkreuz der Bundesrepublik Deutschland verliehen.
Lehr- und Forschungsaufenthalte führten Hüfner an die Stanford University, Universität Melbourne, Universität Osaka, Universität Nagoya und Tōkyō Kōgyō Daigaku.

## Publikationen (Auswahl)

### Bücher
- Bibliographische Materialien zur Hochschulforschung. Max-Planck-Gesellschaft zur Förderung d. Wiss. e.V., Inst. f. Bildungsforschung, Berlin 1969.
- mit Jens Naumann: Das System der Vereinten Nationen: Internationale Bibliographie. 7 Bände, 1977–1992.
- Die Finanzierung des VN-Systems, 1971-2003/2005. UNO-Verlag, Bonn 2006, ISBN 978-3-923904-62-4.
- Mehr Verantwortung übernehmen. Zum deutschen Finanz-Engagement in den Vereinten Nationen 1991 - 2013. (= Politikwissenschaft, Band 8). Frank & Timme, Berlin 2013, ISBN 978-3-7329-0190-6.
- Menschenrechtsverletzungen. Was kann ich dagegen tun? Menschenrechtsverfahren in der Praxis. 3., aktualisierte und erw. Auflage. UNO-Verlag, Bonn 2012, ISBN 978-3-923904-69-3.
- Multilaterale Bildungsfinanzierung durch das UNO-System. (= Politikwissenschaft, Band 5). Frank & Timme, Berlin 2011, ISBN 978-3-86596-306-2.
- Peanuts für die UNO. Das deutsche Finanzengagement seit 1960. Peter Lang, Frankfurt am Main 2008, ISBN 978-3-631-48810-2.
- UNESCO und Menschenrechte. (= Politikwissenschaft, Band 3). Frank & Timme, Berlin 2007, ISBN 978-3-86596-066-5.
- Hrsg. mit Wolfgang Reuther: UNESCO-Handbuch. 2. Auflage. UNO-Verlag, Bonn 2005, ISBN 978-3-923904-60-0.
- mit Jens Martens: UNO-Reform zwischen Utopie und Realität. Vorschläge zum Wirtschafts- und Sozialbereich der Vereinten Nationen. (= Internationale Beziehungen, Band 6). Lang, Frankfurt am Main 2000, ISBN 978-3-631-44783-3.
- Wer rettet die UNESCO? (= Politikwissenschaft, Band 6). Frank & Timme, Berlin 2013, ISBN 978-3-86596-544-8.
- What can save UNESCO? (= Politikwissenschaft, Band 9). Frank & Timme, Berlin 2016, ISBN 978-3-7329-0216-3.
- Kalter Krieg zwischen den beiden deutschen UN-Gesellschaften 1952-1968 (= Politikwissenschaft, Band 10). Frank & Timme, Berlin 2017, ISBN 978-3-7329-0359-7.
- In Love-Hate with the United Nations? The United States and the UN System (= Politikwissenschaft, Band 12). Frank & Timme, Berlin 2019, ISBN 978-3-7329-0544-7.
- Financing the United Nations - An Introduction (= Politikwissenschaft, Band 13). Frank & Timme, Berlin 2019, ISBN 978-3-7329-0599-7.

### Teilbeiträge
- Helmut Volger (Hrsg.): Lexikon der Vereinten Nationen. R. Oldenbourg Verlag, München und Wien 2000, ISBN 978-3-486-24795-4.

### Aufsätze und Vorträge
- Klaus Hüfner: UNO-Forschung in Deutschland – Versuche einer Bestandsaufnahme. In: Deutsche Gesellschaft für die Vereinten Nationen e.V.: Blaue Reihe Nr. 95 UNO-Forschung in Deutschland ISSN 1614-547X, 2008, Seiten 20–32, (Online als PDF)